# Alex Olmedo
Alejandro Rodríguez Olmedo, detto Alex e soprannominato El Jefe (Arequipa, 24 marzo 1936 – Los Angeles, 9 dicembre 2020), è stato un tennista peruviano naturalizzato statunitense.

## Carriera
Nato e cresciuto in Perù, si laureò negli Stati Uniti grazie a una borsa di studio della University of Southern California.
Mentre era alla USC vinse per due anni il titolo sia in singolare che nel doppio ai NCAA, nel 1956 e nel 1958 (nel 1957 invece la sua università era stata esclusa dalle competizioni NCAA).
Olmedo rappresentò gli Stati Uniti in Coppa Davis nel 1958 e 1959, disputando in entrambi i casi il Challenge Round contro l'Australia; nel 1958, Olmedo contribuì in prima persona alla conquista del trofeo da parte degli USA, vincendo sia in singolare che in doppio e conquistando due dei tre punti necessari per vincere la finale. L'anno successivo l'Australia si prese la rivincita e lo stesso Olmedo non riuscì a ripetersi, vincendo un solo incontro di singolare e venendo sconfitto in doppio.

Anche se Olmedo non fu mai propriamente un cittadino statunitense, fu possibile utilizzarlo grazie al fatto che viveva negli USA da almeno cinque anni e che la sua nazione d'origine, il Perù, ancora non aveva una squadra di Coppa Davis.
Olmedo non prese mai la cittadinanza USA spiegando di essere contento di risultare cittadino peruviano, e dichiarando di non volere la cittadinanza degli Stati Uniti per il rischio di dover rispettare gli obblighi militari.
Nel 1959 arrivò in finale a tre tornei del Grande Slam vincendo gli Australian Championships contro Neale Fraser e il Torneo di Wimbledon contro Rod Laver, mentre perse gli U.S. National Championships 1959 contro Fraser, che si vendicò della sconfitta  in Australia.
È stato inserito nella International Tennis Hall of Fame nel 1987.
È deceduto il 9 dicembre 2020 per un tumore.

## Finali del Grande Slam

### Vinte (2)
| Anno | Torneo                   | Avversario in finale | Risultato          |
| 1959 | Australian Championships | Neale Fraser         | 6–1, 6–2, 3–6, 6–3 |
| 1959 | Wimbledon                | Rod Laver            | 6–4, 6–3, 6–4      |

### Perse (1)
| Anno | Torneo             | Avversario in finale | Risultato          |
| 1959 | U.S. Championships | Neale Fraser         | 6–3, 5–7, 6–2, 6–4 |